# Toonami
Toonami è un programma contenitore statunitense operante nelle ore notturne sul blocco televisivo Adult Swim di Cartoon Network.
Creato da Sean Akins e Jason DeMarco, il contenitore è prodotto da Williams Street, divisione della Warner Bros. Discovery. Il nome è una parola macedonia tra "cartoon" e "tsunami".

## Storia

### 1997-1999: L'era di Moltar
Toonami è stato creato da Sean Akins e Jason DeMarco il 17 marzo 1997 su richiesta di Mike Lazzo, all'epoca direttore alla programmazione di Cartoon Network. Dopo svariati tentativi di cercare il nome e definire il format del nuovo contenitore, Akins e DeMarco idearono inizialmente un format d'azione con un'intelligenza artificiale e una ragazza adolescente come presentatori che tuttavia cambiarono.
È nato originariamente come contenitore televisivo dalla durata di due ore che trasmetteva serie animate d'azione nei giorni festivi come Le avventure di Jonny Quest, Thundercats, Voltron e Robotech. In seguito al successo degli anime nei loro paesi d'origine, il blocco ha cominciato a trasmettere serie come Dragon Ball Z e Sailor Moon, presentate in precedenza con versioni pesantemente modificate. Presentato in sostituzione di Power Zone, a sua volta preceduto da Super Adventures, il contenitore era ospitato da Moltar, un nemico di Space Ghost nell'omonima serie animata, che ha condotto presso la fittizia Ghost Planet Industries (da cui prende il nome dello studio in seguito rinominato Williams Street) fino al 9 luglio 1999.

### 1999-2000: L'era di T.O.M. 1
Il 10 luglio 1999, Cartoon Network ha rilanciato Toonami in un nuovo ambiente, la Ghost Planet Spaceship Absolution, con un nuovo conduttore, un robot chiamato T.O.M. (doppiato da Sonny Strait). Lo stesso giorno è stato introdotto un altro contenitore televisivo chiamato Midnight Run, che trasmetteva cinque ore il sabato sera (tecnicamente la domenica mattina) fino a marzo 2000, quando è stato distribuito nei giorni feriali in un format di un'ora fino a gennaio 2003. Il contenitore consisteva prevalentemente in anime come Dragon Ball Z, Sailor Moon, Voltron, Robotech, Gundam Wing, The Big O e Outlaw Star. Midnight Run tendeva ad essere più cruento e violento nei suoi contenuti, lasciando le serie in versione integrale.
A partire dal settembre 2000, Toonami ha presentato speciali eventi interattivi noti come Total Immersion Events (TIE). Questi TIE si sono svolti sia durante la trasmissione di Toonami che online sul suo sito ufficiale, verificandosi ogni volta la settimana in cui la serie più popolare del blocco, Dragon Ball Z, tornava con una nuova stagione. Il primo TIE è stato "The Intruder", una miniserie di otto episodi che ha presentato la compagna di TOM, un'intelligenza artificiale matrice nota come Sara. La serie ha coinvolto un blob alieno noto come "The Intruder" (letteralmente "L'intruso") che è riuscito ad infiltrarsi nella Absolution e a divorare T.O.M.

### 2000-2003: L'era di T.O.M. 2
Sebbene The Intruder abbia portato alla distruzione di T.O.M., quest'ultimo è stato aggiornato subito dopo da S.A.R.A. con l'aiuto di un piccolo personaggio in stile Bomberman in un'incarnazione più alta, elegante e dalla voce profonda soprannominata T.O.M. 2 (doppiato da Steven Blum).
Tra il 2000 e il 2001, Cartoon Network ha iniziato a trasmettere Toonami Rising Sun, un'incarnazione del programma originale trasmesso il sabato mattina dalle 9:00 alle 12:00. Successivamente è andato in onda dalle 10:00 alle 13:00 e dalle 11:00 alle 13:00.
Il 15 maggio 2001, Cartoon Network ha pubblicato Toonami: Deep Space Bass, la colonna sonora ufficiale del format contenitore televisivo.
Dal 30 luglio 2001 al 28 giugno 2002, Kids' WB (anch'essa di proprietà di Time Warner) ha mandato in onda i suoi programmi con l'etichetta Toonami. Il contenitore di Kids' WB è stato stroncato dalla critica dagli osservatori del settore, che hanno notato come l'aggiunta di titoli come Generation O!, Scooby-Doo e The Nightmare Room non funzionasse in termini di brand e contenuto. Nella primavera del 2002, Kids' WB ha annunciato che avrebbero eliminato il nome Toonami dalla loro programmazione, rendendo ancora una volta il marchio Toonami esclusivo di Cartoon Network.
Tra il 17 e il 21 settembre 2001, Toonami ha trasmesso il secondo TIE intitolato Lockdown, includendo l'introduzione del primo MMORPG sul sito ufficiale di Cartoon Network e raccogliendo una quantità record di visualizzazioni per pagina e valutazioni per la rete. Nella serie, T.O.M. combatte per salvare l'Absolution da un attacco di un gigantesco compattatore di rifiuti.. Durante il successivo TIE, trasmesso dal 16 al 20 settembre 2002, Sara viene messa offline da un virus informatico chiamato Swayzak e TOM è intrappolato nell'iperspazio. Riesce quindi a sconfiggere Swayzak prima che l'Absolution colpisca la Terra.
Durante la settimana dal 24 al 28 febbraio 2003, Cartoon Network è stato trasmesso all'interno del programma Giant Robot Week di Toonami, uno speciale di cinque giorni basato sugli anime mecha concessi in licenza da A.D. Vision. Il contenitore ha trasmesso Neon Genesis Evangelion, Gigantor, Robotech, Mobile Battleship Nadesico e Terrestrial Defense Corp. Dai-Guard.

### 2003-2007: L'era di T.O.M. 3
Nel marzo 2003, T.O.M. è stato rinnovato con una voce più umana e in forma più muscolosa. È stato quindi spiegato che è stato ricostruito come T.O.M. 3 in seguito ad un combattimento con un pirata spaziale.
Nel settembre 2003 è stata presentata in anteprima una miniserie intitolata IGPX. Creata da Akins e DeMarco, la serie è stata prodotta da Production I.G ed è andata in onda in cinque brevi puntate, fungendo da episodio pilota per l'omonima serie ufficiale trasmessa dal novembre 2005.
Il 17 aprile 2004, Toonami è stato spostato dai pomeriggi dei giorni feriali ad uno slot del sabato sera, dove è andato in onda regolarmente per quattro ore a partire dalle 19:00 di sera. Lo spazio pomeridiano è stato rimpiazzato nei giorni feriali da un nuovo contenitore di serie animate d'azione dai toni più chiari chiamato Miguzi. Oltre a ciò, Toonami ha sostituito un altro contenitore televisivo chiamato Saturday Video Entertainment System. La nuova programmazione di Toonami ha presentato anime come Naruto, Rave - The Groove Adventure, Duel Masters, Mobile Suit Gundam SEED, One Piece, Bobobo-bo Bo-bobo, Zatch Bell! e Pokémon Chronicles, oltre a produzioni nordamericane in anteprima tra cui Teen Titans, Megas XLR, Justice League Unlimited e IGPX, la prima ed unica produzione originale di Toonami co-prodotta da Production IG e Bandai Entertainment. Nello stesso periodo, Sara ha ottenuto un corpo completamente trasformato più in stile anime e cambiando la sua doppiatrice con Samantha Robson.
Sebbene Megas XLR sia stato il primo franchise originale statunitense a debuttare effettivamente sul contenitore, inizialmente era previsto per essere trasmesso su Cartoon Network il venerdì sera. Altre serie animate d'azione di Cartoon Network come Samurai Jack, Teen Titans e Justice League sono state trasmesse su Toonami, nonostante non fossero esclusive del format televisivo fino alle loro ultime stagioni.

### 2007-2008: L'era di T.O.M. 4 e la cancellazione
Il 27 gennaio 2007, durante una maratona di Xiaolin Showdown su Cartoon Network, è stato trasmesso uno spot pubblicitario con protagonisti i Clyde di Toonami, degli assistenti robot che contribuiscono alla programmazione e che appaiono solitamente nei bumper sin dall'esordio del blocco televisivo. I Clyde erano accompagnati da due nuovi robot IA insieme alla data "17/3/07" e l'emblema sul petto di T.O.M. che si illumina di blu. Il 17 marzo, Toonami ha celebrato il suo decimo anniversario includendo una nuova grafica e numerosi montaggi sul passato del blocco. T.O.M. è stato rinnovato in un robot più basso, ora comandante di una sala di controllo nella giungla e aiutato dai due nuovi robot Flash e D, doppiati rispettivamente da Dave Wittenberg e Tom Kenny.
Il 20 settembre 2008, Cartoon Network ha annunciato all'Anime Weekend Atlanta di aver cancellato Toonami a causa dei bassi ascolti. I dipendenti che lavoravano per il blocco hanno continuato a lavorare per Cartoon Network e Adult Swim, ad eccezione di Dennis Moloney che ha lasciato Turner per lavorare con la Disney. Fino al 30 gennaio 2009, Toonami Jetstream ha operato semplicemente come Toonami.
Con la trasmissione dell'ultimo programma, T.O.M. 4 ha concluso con un breve monologo, accompagnato dalla canzone Cascade di Tycho.

## Programmazione
A differenza della normale programmazione di Cartoon Network, la programmazione di Toonami prevede serie animate adatte ad un pubblico adolescente. Alcune di queste sono anime. Tra gli anime mandati in onda da Toonami figurano Dragon Ball Z e Gundam Wing.

### In Italia
- Batman of the Future
- The Batman
- Battle B-Daman
- Samurai Jack
- Fantastic Four: World's Greatest Heroes
- Megas XLR
- Static Shock
- Duel Masters
- Teen Titans
- Johnny Test
- Star Wars: Clone Wars
- Transformers Energon
- Transformers Cybertron
- Paradise Kiss
- Fullmetal Alchemist
- Zatch Bell!!

## Prodotti e servizi

### Toonami Reactor
Il 26 marzo 2001, Cartoon Network ha lanciato il primo servizio in streaming della rete chiamato Toonami Reactor. Il servizio prova, dalla durata iniziale di tre mesi, comprendeva episodi in streaming di Dragon Ball Z e La corazzata Yamato. I contenuti editoriali sono stati forniti dall'ormai defunta Animerica Magazine, pubblicata da Viz Media. Al termine dei tre mesi, Cartoon Network ha messo offline il sito, rinnovandolo completamente.
Il 14 novembre 2001, Cartoon Network ha rilanciato Toonami Reactor con le sole serie in esclusiva sul web come La corazzata Yamato, Patlabor, Capitan Harlock e Record of Lodoss War, oltre a video dei Daft Punk e giochi a tema di Toonami. Nell'estate del 2002, Toonami Reactor è stato nuovamente rinnovato sotto l'egida di Adult Swim e, in una joint venture con Weekly Shōnen Jump della Viz, lo ha programmato col nome di "Adult Swim Pipeline". Il sito comprendeva episodi di One Piece, Naruto, Shaman King, Yu degli spettri e Sand Land.

### Toonami Jetstream
Il 25 aprile 2006, Cartoon Network e Viz Media hanno annunciato l'intenzione di lanciare Toonami Jetstream, un nuovo servizio di video streaming supportato da pubblicità con serie provenienti dall'omonimo contenitore come Naruto, Samurai Jack, Megas XLR e IGPX, insieme alle anteprime online di Hikaru no Go, MÄR, Eyeshield 21, Il principe del tennis, Mega Man Star Force, Kiba, MegaMan NT Warrior e Zoids, gli ultimi due dei quali non sono mai stati trasmessi.
Toonami Jetstream è stato lanciato il 17 luglio 2006, dopo una breve anteprima iniziata tre giorni prima, e ha offerto episodi di Naruto, Hikaru no Go, MÄR, Zatch Bell!, Pokémon, Blue Dragon, Samurai Jack, Kiba, Storm Hawks e Transformers Animated.
Il 31 gennaio 2009, Toonami Jetstream è stato interrotto. Da allora, molte delle serie trasmesse sono state pubblicate sul sito ufficiale di Cartoon Network Video.
Nel 2012, Adult Swim ha rinominato la propria sezione di video d'azione come "Serie di Toonami", presentando in anteprima Durarara!!.

### Toonami Pre-Flight
Il 27 febbraio 2015, Adult Swim ha lanciato la webserie Toonami: Pre-Flight, ospitata dai produttori di Toonami, Jason DeMarco e Gill Austin. Ogni episodio presenta un momento saliente della serie, un argomento settimanale e altre caratteristiche come anticipazioni, promozioni e spot, nonché annunci e segmenti con le voci fuori campo di Steve Blum e Dana Swanson.

### Crunchyroll
Il servizio streaming Crunchyroll, orientato completamente sugli anime, è diventato una risorsa gemella per Adult Swim dopo l'acquisizione di Time Warner da parte di AT&T e la sua successiva acquisizione delle restanti azioni nella Otter Media. Nel marzo 2019, Adult Swim e Otter sono stati brevemente assegnati alla Warner Bros. nell'ambito di una riorganizzazione aziendale. L'annuncio corrispondente affermava che ci sarebbero state sinergie tra Toonami e il servizio; le due proprietà avevano già annunciato una collaborazione in merito alla serie Blade Runner: Black Lotus.
Nel luglio 2020, Adult Swim e Crunchyroll hanno annunciato una nuova collaborazione in una serie anime, intitolata Fena: Pirate Princess. Nel settembre 2020, le due società hanno annunciato un'altra collaborazione per una serie anime intitolata Shenmue.

## Lancio
| Luogo                | Data             | Descrizione |
| -------------------- | ---------------- | --- |
| Australia            | 7 luglio 2001    | In Australia, il blocco televisivo è stato lanciato su Cartoon Network il 7 luglio 2001, trasmettendo principalmente serie animate d'azione. |
| India                | 8 settembre 2001 | In India, Toonami è stato lanciato l'8 settembre 2001 come blocco televisivo su Cartoon Network. Il 26 febbraio 2015, Turner International India ha rilanciato Toonami come rete autonoma. Il 1º luglio 2017, Toonami è stato riproposto come un canale di animazione classica, rimuovendo le serie animate d'azione e trasmettendo programmi dalle librerie Cartoon Network Studios, Hanna-Barbera e Warner Bros. Animation. Il 15 maggio 2018, Toonami ha cessato le sue trasmissioni. |
| America Latina       | 2 dicembre 2002  | Il 2 dicembre 2002, Cartoon Network ha presentato per la prima volta Toonami, in sostituzione di Talisman. Il blocco è stato poi sostituito dalla première di Adult Swim nell'America Latina il 7 ottobre 2005. Nel 2007, Cartoon Network ha eliminato Toonami dalla propria programmazione. Il 31 agosto 2020, il blocco è stato rilanciato su Cartoon Network come parte di una collaborazione con Crunchyroll.                                                                        |
| Italia               | 31 luglio 2003   | In Italia, come per la sua controparte americana, Toonami è stato trasmesso come blocco televisivo di Cartoon Network dal 31 luglio 2003, col debutto del canale, per poi essere rilanciato sulla stessa rete nel luglio 2008. |
| Regno Unito, Irlanda | 8 settembre 2003 | Nel Regno Unito e in Irlanda, Toonami è stato presente su CNX, con un target rivolto ad un pubblico maschile. Nel 2005 è stato aggiunto ad un pacchetto TV on demand per bambini su HomeChoice di VNL. Il 6 marzo 2006, col passaggio su Sky, Toonami ha cambiato programmazione e veste grafica. Il 24 maggio 2007 ha cessato le proprie trasmissioni. |
| Pakistan             | 2004             | In Pakistan, Toonami è stato reso disponibile come blocco televisivo di Cartoon Network dal 2004 al 2013. |
| Sud-est asiatico     | 1º dicembre 2012 | Il 1º dicembre 2012, Toonami è stato lanciato come canale televisivo del sud-est asiatico, gestito e distribuito in Asia da Turner Broadcasting System Asia Pacific, Inc., una sussidiaria di WarnerMedia. Il canale ha cessato le operazioni il 31 marzo 2018. |
| Francia              | 3 febbraio 2016  | Il 3 febbraio 2016, Toonami Squad ha confermato l'arrivo del blocco televisivo in Francia. Inizialmente la programmazione di Toonami era orientata ai bambini e agli adolescenti, ma dal settembre 2020, Toonami trasmette una programmazione rivolta ad un target di adolescenti e giovani adulti e con programmi non più soggetti a censure durante la notte. |
| Africa               | 1º giugno 2017   | È nato nel 2017 su Kwesé TV. In seguito alla chiusura della piattaforma, Toonami è stato rimosso il 1º novembre 2018. Il 27 marzo 2020, Toonami è stato rilanciato in Africa come canale pop-up di Dstv fino a metà maggio 2020, quando è stato rilanciato come canale permanente su StarTimes. |

## Altri media

### Eventi

#### Total Immersion Events
I Total Immersion Events, abbreviati T.I.E., sono delle miniserie animate con protagonisti i conduttori T.O.M. e SARA. Sono stati trasmessi un totale di quattro T.I.E. durante la trasmissione originale di Toonami e altri sette T.I.E. trasmessi successivamente sul blocco di Adult Swim.
| Titolo originale      | Episodi | Prima TV USA |
| --------------------- | ------- | ------------ |
| The Intruder          | 8       | 2000         |
| Lockdown              | 5       | 2001         |
| Trapped in Hyperspace | 5       | 2002         |
| IGPX                  | 5       | 2003         |
| The Intruder II       | 7       | 2015         |
| The Intruder III      | 4       | 2016         |
| Countdown             | 4       | 2017         |
| The Forge             | 6       | 2019         |
| Cosmo Samurai         | 4       | 2021         |
| Cosmo Samurai 2       | 4       | 2022         |
| The Return            | 2       | 2022         |

## Loghi

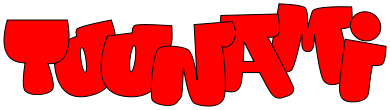
Logo usato dal 1997 al 1999
Logo usato nel 1999
Logo usato dal 1999 al 2000
Logo usato dal 2000 al 2003 e nuovamente nel 2017
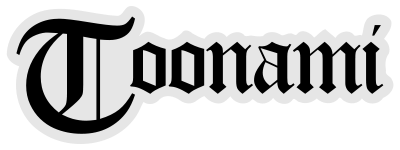
Logo usato dal 2003 al 2007
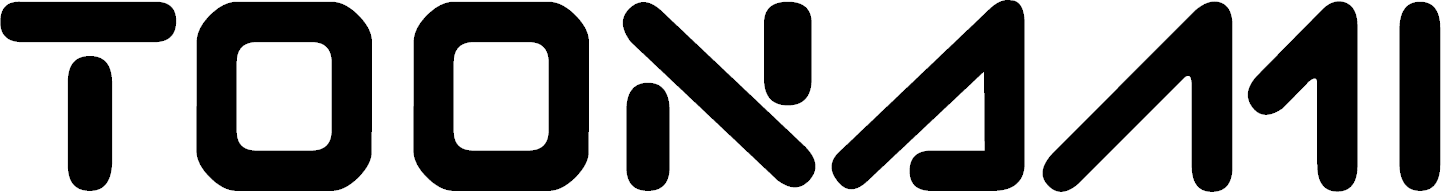
Logo usato dal 2004 al 2007 e nuovamente dal 2012 al 2013
Logo usato dal 2007 al 2008
Logo usato dal 2013 al 2014 e nuovamente nel 2015
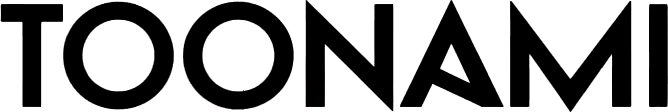
Logo usato dal 2014 al 2015
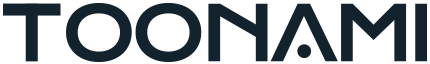
Logo usato dal 2015 al 2016
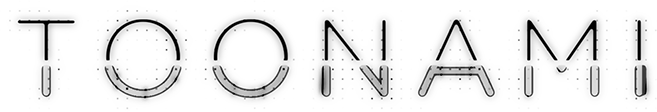
Logo usato dal 2016 al 2017 e nuovamente dal 2017 al 2018
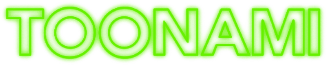
Logo usato dal 2018 al 2019
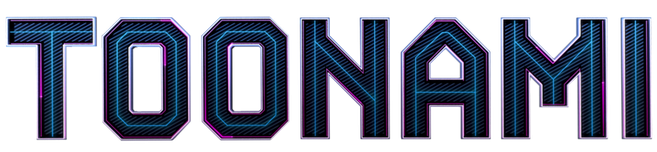
Logo usato dal 2019 al 2021
Logo usato dal 2021 al 2022
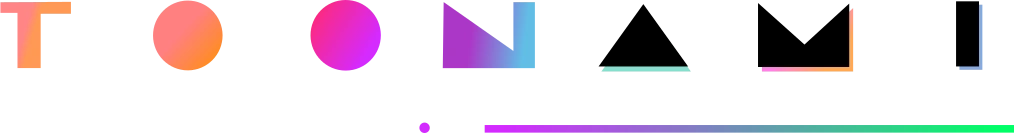
Logo in uso dal 2022